# Roanoke-kolonin

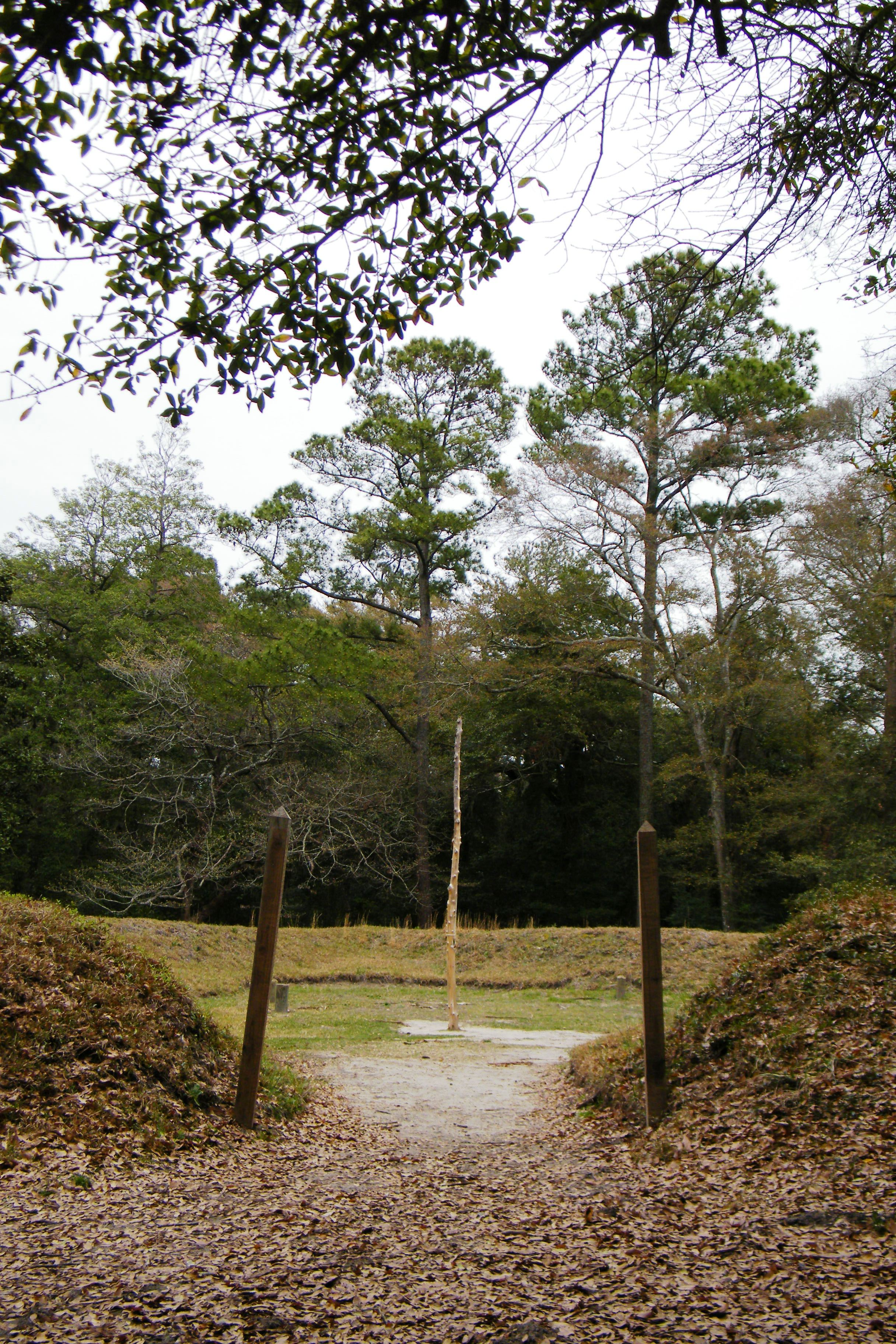
Rekonstruerade befästningar vid Fort Raleigh National Historic Site

Roanoke-kolonin var den första brittiska kolonin i "den nya världen", grundad på Roanoke Island i nuvarande Dare county, North Carolina i USA, i ett försök att etablera en permanent engelsk bebyggelse i Virginia-kolonin under det sena 1500-talet.
Sir Walter Raleigh fick tillåtelse av Drottning Elisabet I av England att starta en koloni i "Virgina" (vilket vid den tiden syftade på alla landområden England gjorde anspråk på, motsvarande hela amerikanska östkusten norr om Florida.) Villkoret var att en fast koloni skulle grundas inom tio år annars förlorades rättigheten att kolonisera. Mellan 1585 och 1587 lämnades grupper av kolonister på platsen för att etablera kolonin. Den sista gruppen som lämnades försvann efter en treårsperiod utan förnödenheter från England vilket ledde till mysteriet känt som "den försvunna kolonin" (en: The Lost Colony).

## Den första resan
Den första resan anträddes 1584, och nådde Roanoke Island i juni samma år. Resan ägnades mest åt att översiktligt kartlägga kuststräckan och farvattnen inför framtida mer omfattande försök att anlägga en fast koloni. Roanoke Islands placering ansågs strategiskt gynnsam för att behärska kusten med "outer banks" och många viktiga flodmynningar, på lämpligt avstånd från spanskdominerade områden i söder.

## Den andra resan - första försöket att grunda en koloni
Vid den andra resan våren 1585 lämnades en besättning på omkring 75 personer för att grundlägga en koloni. Det första försöket att etablera en koloni fick dock överges eftersom få av kolonisatörerna hade någon praktisk erfarenhet av jordbruk och saknade tillräckligt med förråd och redskap för att kunna bruka den sandiga jorden på ön. Stridigheter präglade också de första kontakterna med den lokala indianbefolkningen, algonkinerna. 
Trots löften om förnyade förråd genom en ny expedition senast i april 1586, syntes ingen förstärkning till när sir Francis Drake passerade kolonin på väg från en expedition till Karibien. Han erbjöd kolonisatörerna hjälp att ta sig tillbaka till England, som de tacksamt accepterade.

## Den tredje resan - den försvunna kolonin
En tredje koloniexpedition organiserades av Raleigh 1587. Vid denna resa följde 121 kolonisatörer med, under ledning av en John White som hade deltagit i den andra resan och tidigare arbetat för Raleigh. Expeditionen landsteg på Roanoke 22 juli 1587. 18 augusti födde Whites dotter, Eleanora Dare, det första barnet av brittisk härkomst som fötts på den amerikanska kontinenten. Hon döptes till Virginia Dare. 
Kolonin lyckades etablera något bättre relationer till de omkringboende indianstammarna än den tidigare expeditionen, men stridigheter förekom fortfarande. 
John White återvände till England med löfte om att organisera en expedition året därpå med mer utrustning och förnödenheter. När han begav sig mot England, befann sig 116 personer, inklusive Virgina Dare, i kolonin. 
På grund av spanska armadan fanns inga fartyg att tillgå 1588 och John White var tvungen att skjuta upp resan två år. Inte förrän han lyckades övertyga en kaparexpedition till Karibien att besöka Roanoke på återresan, kunde han i augusti 1590 landa på Roanoke Island. När han kom fram var hela kolonin försvunnen. Alla försök att genomsöka ön och dess omgivningar efter kolonisatörerna misslyckades. De enda spåren som man lyckades finna, var ordet "Croatoan" inristat på en stolpe vid lägrets ingång och "Cro" på ett träd i närheten.

## Teorier om vad som hänt kolonin
Många teorier om vad som hänt kolonins medlemmar har lagts fram. Kolonin kan ha gett sig av frivilligt, i ett försök att hitta en bättre plats längre norrut. Den kan ha överfallits av indianer. Kolonisatörerna kan ha följt med på ett fartyg på väg till England, som senare gått under. Någon entydig förklaring har dock inte kunnat finnas. 
Vid flera senare tillfällen i historien har det gjorts försök att länka indianstammar med kunskaper om kristendomen eller engelska språket till de försvunna kolonisatörerna, genom att de skulle ha slagit sig samman med stammen och gradvis absorberats av den. Men i modern tid fästs ingen större tilltro till dessa.

## Populärkulturella referenser
Roanoke-kolonins öden har berättas på film, i litteratur, serietidningar, spel och TV-serier:
- I Stephen Kings miniserie Storm of the Century nämns det att Little Tall Island kommer att råka ut för samma öde som Roanoke gjorde. Det syftas att byborna då de inte gick med på Djävulens villkor tvingades till massjälvmord, liksom öborna i filmen nästan gjordes.
- I avsnittet Croatoan (Säsong 2, avsnitt 9) av serien Supernatural uppstår ett virus som gör invånarna aggressiva och får dem att vända sig emot varandra. På en telefonstolpe står ordet "Croatoan" vilket får huvudrollsinnehavarna att spekulera i om detta virus också var anledningen till att Roanoke ödelades.
- I filmen Vanishing on 7th Street försvinner alla som inte är nära ljus mystiskt. Det diskuteras mellan ett par överlevare att detta är samma fenomen som hände på Roanoke, och i slutet av filmen så är "Croatoan" inristat på en bro.
- I American Horror Story (säsong 1, avsnitt 11) berättar ett medium om kolonin, och om vad som kan ha hänt med den. I (säsong 6) utspelar det sig i ett hus som blir hemsökt av kolonin.
- I TV-serien Sleepy Hollow (säsong 1, avsnitt 5) hittas en pojke infekterad med ett virus. Pojken berättar till en av huvudrollsinnehavarna att han är från Roanoke. I mitten av avsnittet får man reda på att kolonin blev ledda till Sleepy Hollow av Virginia Dares själ. De blev skyddade från en av apokalypsens fyra ryttare.